# 東京都道47号八王子町田線

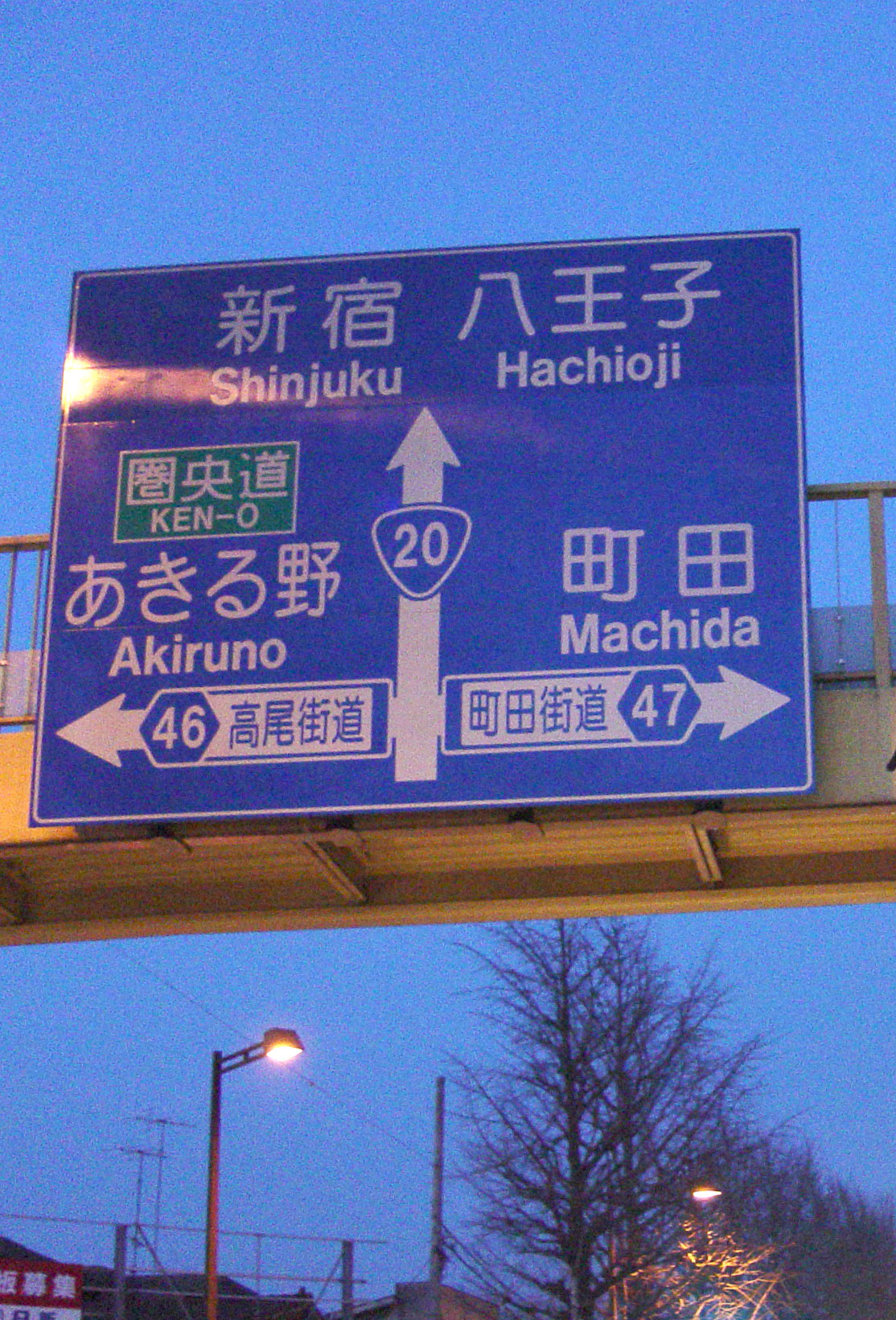
町田街道入口交差点の国道20号上の標識（八王子市東浅川町）

東京都道47号八王子町田線（とうきょうとどう47ごう はちおうじまちだせん）は、東京都八王子市から町田市に至る主要都道（東京都道）である。

## 概要
この道路は通称町田街道とよばれ、略して「マチカイ」とよばれることがある。
ほぼ全区間、東京湾と相模湾の分水界に沿っているほか、町田市相原町字橋本付近から町田駅付近までは旧来の絹の道（浜街道）の道筋とほぼ一致する。ただし、小田急線町田駅前の玉川学園前8号踏切（通称・町田第一踏切）付近から都道51号線交点までの区間は、既に町田市に管理が移管され、現在は町田市道として管理されている。かつては原町田大通りの一部も指定されていた。

### 路線データ
- 起点：東京都八王子市東浅川町（町田街道入口交差点＝国道20号交点）
- 終点：東京都町田市原町田（三塚交差点）
- 延長：27,599 m（実延長、2016年4月1日現在）[1]
- 面積：444,777 m2
- 新道区間：東京都町田市旭町、滝の沢交差点 - 同市原町田、三塚交差点
- 都市計画路線：八王子3.4.63号線、町田3.4.46号線、町田3.3.36号線、町田3.4.38号線

## 歴史
- 1982年（昭和57年）4月1日 - 建設省（現・国土交通省）が主要地方道八王子町田線を指定。路線整理番号が21から47へ変更。
- 1983年（昭和58年）3月31日 - 東京都が主要都道47号八王子町田線を認定。

## 路線状況

### 通称
- 町田街道（八王子市東浅川町・町田街道入口交差点 - 町田市原町田2丁目・三塚交差点）
八王子市高尾駅付近の国道20号（町田街道入口交差点）から町田市の町田駅付近を経て、国道246号（町田市辻交差点）に至る道路の通称。このうち、八王子の国道20号から町田駅付近までの区間が、都道47号に指定されている。基本は片側1車線だが、館町交差点から館町清掃工場入口までは片側2車線区間となる。館町では拓殖大学北交差点付近から拓殖大学南交差点にかけて並行して旧道区間が存在したが、2022年3月31日付で廃止（八王子市に移管）された[2]。相原交差点付近では旧道も指定を継続している。小山町では一部で拡幅事業が完了し、相原町、常盤町も拡幅事業が行われている。2025年1月現在、桜美林学園東〜忠生公園入口間及び町田市民病院付近で無電柱化事業が行われている[3]。完成目標は令和18年度である[3]。
- 絹の道栄通り[4]（町田市森野2丁目・森野交差点 - 同市森野1丁目・玉川学園前8号踏切）
町田市中心部の旧町田街道の愛称で、通称は栄通り。町田駅から各地域を結ぶバス路線が多く運行されているほか、同区間の沿線は栄通り商店街として、各種商店や行政施設などが建ち並び、毎年秋には通りを封鎖して、各種パレードなどを行う「ザ・フェスタ栄通り」が開催される[5]。
- 新町田街道[3]（町田市常盤町・常盤駐在所北 - 町田市旭町・町田市民病院）　
町田市常盤町から本町田を経て南町田へ至る道路の通称。全線が町田都市計画道路3・3・36号相原鶴間線に属する。このうち、常盤駐在所から町田市民病院付近までが開通済みで、町田市民病院付近 - 町田高校付近及び町谷原通り - 南町田グランベリーパーク駅北口広場の2区間が事業化済みである。

### 道路施設

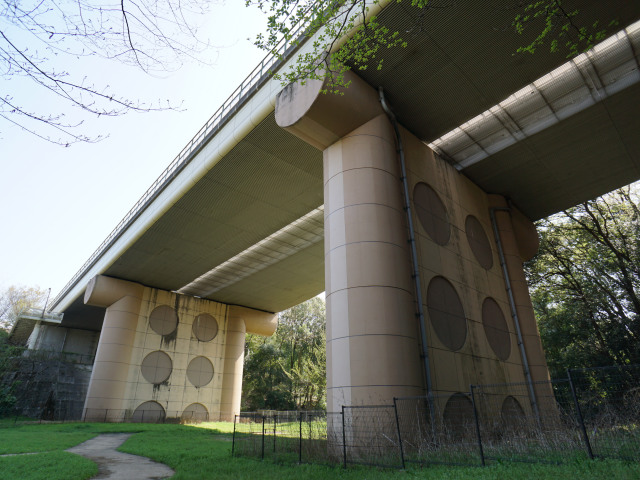
忠生公園大橋（新道区間）

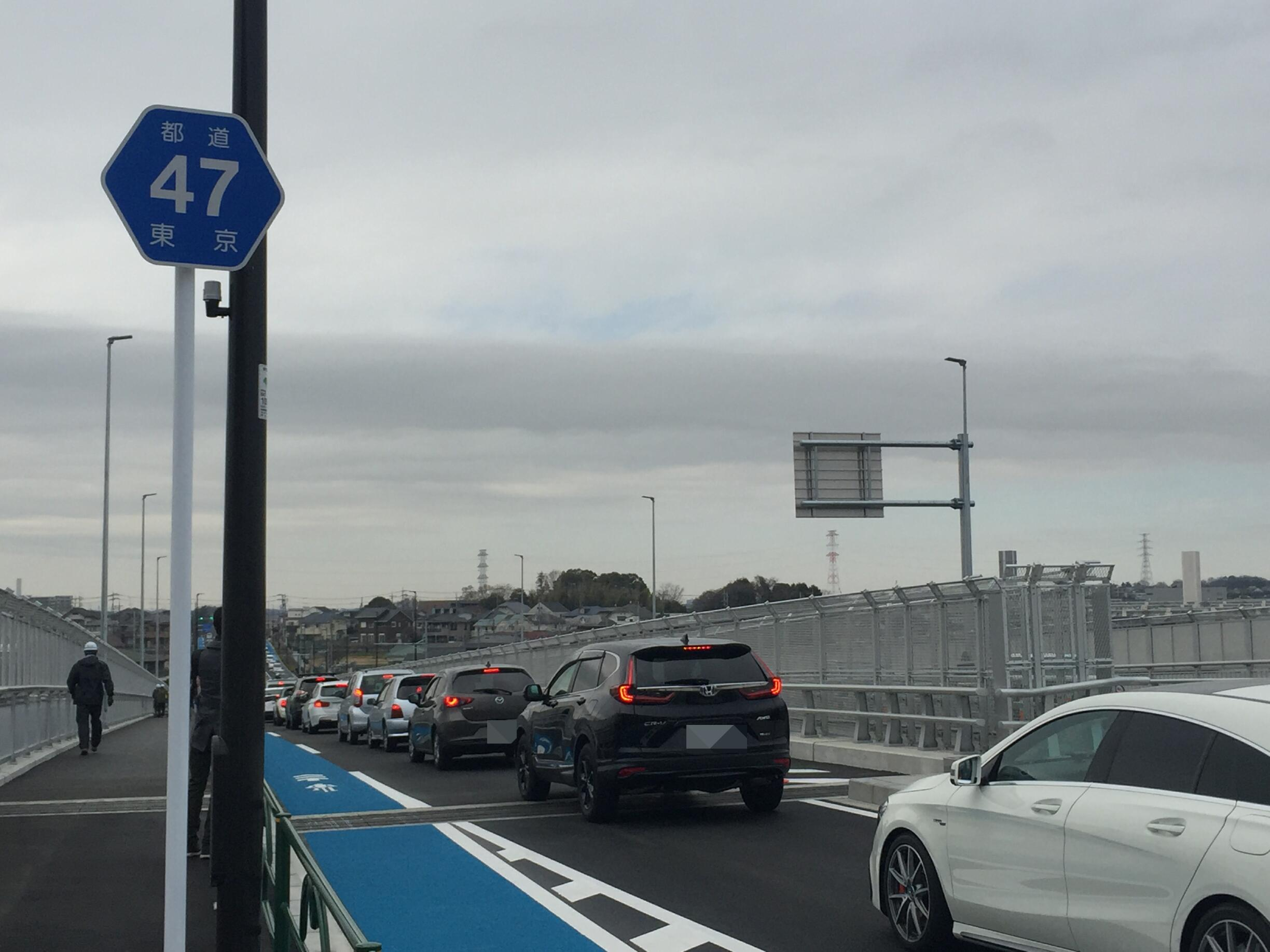
旭町大橋（新道区間）

#### 橋梁
- 湯島橋（湯殿川）
- 白田橋（真米川）
- 中央橋（陽田川）
- 忠生公園大橋（忠生公園）
- 本町田西陸橋（町田市道町田817号線）
- 旭町大橋（わさび沢川・本町田ひまわり児童遊園）
- 旭町三丁目陸橋（私道）
- 滝本橋（町田市道町田253号線）
- 中央橋（小田急小田原線）
- 高ヶ坂橋（東京都道140号川崎町田線）

#### トンネル

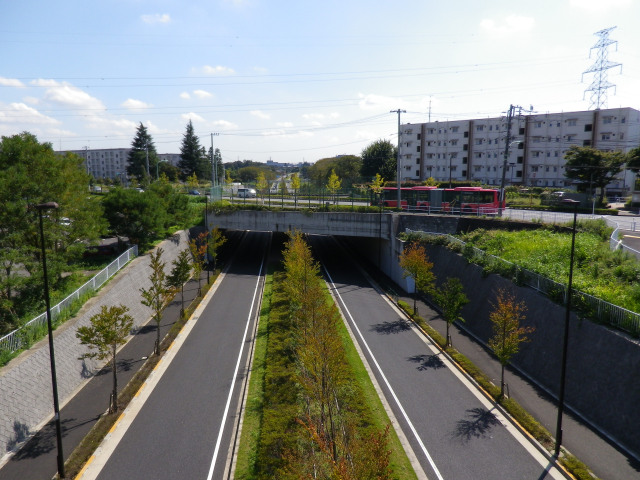
山崎団地トンネル（新道区間）

- 山崎団地トンネル - 延長43.6 m[6]。

## 地理

### 通過する自治体
- 東京都
  - 八王子市 - 町田市

### 交差する道路

#### 現道区間
滝の沢〜三塚の町田市中心街区間は旧道にあたる。
| 交差する道路                                    | 交差する道路                                    | 交差点名                      | 所在地 | 所在地   |
| ----------------------------------------------- | ----------------------------------------------- | ----------------------------- | ------ | -------- |
| 東京都道46号八王子あきる野線（高尾街道）        |                                                 |                               |        |          |
| 国道20号（甲州街道）                            | 国道20号（甲州街道）                            | 町田街道入口                  | 東京都 | 八王子市 |
| -                                               | 東京都道173号上館日野線（北野街道）             | 館町                          | 東京都 | 八王子市 |
| 国道20号（八王子南バイパス 高尾山IC方面）       | 八王子南バイパス 北野方面 （事業中）            | 医療センター入口              | 東京都 | 八王子市 |
| 東京都道48号鍛冶谷相模原線                      | -                                               | 大戸                          | 東京都 | 町田市   |
| 東京都道506号八王子城山線                       | 東京都道506号八王子城山線                       | 相原十字路                    | 東京都 | 町田市   |
| 国道16号（八王子バイパス、相原IC）              | 国道16号（八王子バイパス、相原IC）              | 坂下                          | 東京都 | 町田市   |
| 国道16号（東京環状・八王子街道）                | 国道16号（東京環状・八王子街道）                | 相原                          | 東京都 | 町田市   |
| -                                               | 東京都道47号八王子町田線（旧道）                | 相原三差路                    | 東京都 | 町田市   |
| 町田市道堺957号線（事業中）                     | 東京都道158号小山乞田線（多摩ニュータウン通り） | 多摩ニュータウン入口          | 東京都 | 町田市   |
| 南多摩尾根幹線 延伸部（事業中）                 | 東京都道503号相模原立川線（南多摩尾根幹線）     | -                             | 東京都 | 町田市   |
| 東京都道503号相模原立川線（旧道）               | 東京都道503号相模原立川線（旧道）               | 小山                          | 東京都 | 町田市   |
| -                                               | 東京都道47号八王子町田線（新町田街道）          | 常盤駐在所北                  | 東京都 | 町田市   |
| 東京都道57号相模原大蔵町線（芝溝街道）          | 東京都道57号相模原大蔵町線（芝溝街道）          | 根岸西                        | 東京都 | 町田市   |
| -                                               | 東京都道47号八王子町田線（町田街道・五間道路）  | 滝の沢                        | 東京都 | 町田市   |
| 東京都道52号相模原町田線（鎌倉街道）            | 東京都道52号相模原町田線（鎌倉街道）            | 森野                          | 東京都 | 町田市   |
| 町田市道町田64号線                              | -                                               | （小田急線玉川学園前8号踏切） | 東京都 | 町田市   |
| 市道移管区間（町田市道町田849号線）             |                                                 |                               |        |          |
| 町田市道町田630号線/町田900号線（原町田大通り） | 町田市道町田772号線（鶴川街道）                 | -                             | 東京都 | 町田市   |
| 市道移管区間（町田市道町田835号線）             |                                                 |                               |        |          |
| 町田市道町田18号線                              |                                                 | -                             | 東京都 | 町田市   |
| 市道移管区間（町田市道町田18号線）              |                                                 |                               |        |          |
| 町田市道町田37号線                              | 町田市道町田37号線                              | -                             | 東京都 | 町田市   |
| 市道移管区間（町田市道町田688号線）             |                                                 |                               |        |          |
| 東京都道51号町田厚木線                          | 東京都道51号町田厚木線                          | -                             | 東京都 | 町田市   |
| 町田市道町田760号線（旧都道51号線）             | 東京都道140号川崎町田線（成瀬街道）             | -                             | 東京都 | 町田市   |
| 都道56号線重複区間                              |                                                 |                               |        |          |
| 町田市道町田664号線（町田駅前通り）             | -                                               | -                             | 東京都 | 町田市   |
| 都道56号線重複区間                              |                                                 |                               |        |          |
| 東京都道47号八王子町田線（町田街道・五間道路）  | 町田市道南558号線                               | 三塚                          | 東京都 | 町田市   |
| 東京都道56号目黒町町田線（町田街道）            |                                                 |                               |        |          |

#### 新道区間
町田市常盤町～町田市旭町(新町田街道)
| 交差する道路                                    | 交差する道路                                 | 交差点名     | 所在地 |
| ----------------------------------------------- | -------------------------------------------- | ------------ | ------ |
| 東京都道47号八王子町田線(町田街道)              | 東京都道47号八王子町田線(町田街道)           | 常盤駐在所北 | 町田市 |
| 町田市道忠生735号線（桜台通り）                 | 町田市道忠生735号線（桜台通り）              | -            | 町田市 |
| 町田市道区間                                    |                                              |              |        |
| 町田市道忠生1007号線                            | 町田市道忠生1007号線                         | -            | 町田市 |
| 東京都道47号八王子町田線(町田街道・五間道路)    | 東京都道47号八王子町田線(町田街道・五間道路) | -            | 町田市 |
| 新町田街道 芹ヶ谷・高ヶ坂・南町田方面（事業中） |                                              |              |        |

町田市旭町～町田市原町田(五間道路)
道路通称名としての「町田街道」は旧道からこちらにルート変更されている。
| 交差する道路                                                     | 交差する道路                                    | 交差点名     | 所在地 |
| ---------------------------------------------------------------- | ----------------------------------------------- | ------------ | ------ |
| 東京都道47号八王子町田線（町田街道）                             | 東京都道47号八王子町田線（旧町田街道）          | 滝の沢       | 町田市 |
| 東京都道47号八王子町田線（新町田街道 忠生・常盤・相原方面）      | 新町田街道 芹ヶ谷・高ヶ坂・南町田方面（事業中） | -            | 町田市 |
| 東京都道52号相模原町田線（鎌倉街道）                             | 東京都道52号相模原町田線（鎌倉街道）            | 旭町         | 町田市 |
| 町田市道町田772号線（旧鶴川街道）                                | 東京都道3号世田谷町田線（鶴川街道）             | 中町交番前   | 町田市 |
| 東京都道51号町田厚木線                                           | 町田市道町田27号線                              | 原町田三丁目 | 町田市 |
| 東京都道140号川崎町田線（成瀬街道）                              | 東京都道140号川崎町田線（成瀬街道）             | （立体交差） | 町田市 |
| 東京都道47号八王子町田線・東京都道56号目黒町町田線（旧町田街道） | 町田市道南558号線                               | 三塚         | 町田市 |
| 東京都道56号目黒町町田線（町田街道）                             |                                                 |              |        |

#### 旧道区間
| 交差する道路                     | 交差する道路                     | 交差点名   | 所在地 |
| -------------------------------- | -------------------------------- | ---------- | ------ |
| 都道47号本線(町田街道)           | 都道47号本線(町田街道)           | 相原三差路 | 町田市 |
| 国道16号（東京環状・八王子街道） | 国道16号（東京環状・八王子街道） | 相原坂下   | 町田市 |

本線の町田方面から国道16号（東京環状）八王子方面へ進む際、相原交差点での右折は禁止されているため、この旧道を経由する必要がある。

### 重複区間
- 東京都道56号目黒町町田線（東京都町田市）都道140号線交点 - 三塚交差点（旧道経由）

#### 解消された重複区間
- 東京都道56号目黒町町田線（東京都町田市）原町田中央通り交差点 - 都道140号線交点
  - 当該区間の市道降格のため。
- 東京都道3号世田谷町田線（東京都町田市）原町田中央通り交差点 - 三塚交差点
  - 同上。
- 東京都道171号相原停車場線（東京都町田市）相原駅入口交差点 - 相原交差点
  - 2021年8月1日付で路線廃止のため（本路線との重複区間を除き町田市に移管され、町田市道堺958号線となった）[7][8]。

### 沿線の施設
- JR中央本線・京王高尾線 高尾駅（八王子市高尾町）
- 東京医科大学八王子医療センター（八王子市館町）
- 拓殖大学八王子国際キャンパス（八王子市館町）
- 穎明館中学校・高等学校（八王子市館町）
- 八王子市館清掃事業所（八王子市館町）
- 上相原病院（町田市相原町）
- 法政大学多摩キャンパス（町田市相原町）
- JR横浜線 相原駅（町田市相原町）
- 町田消防署西町田出張所（町田市相原町）
- 町田西郵便局（町田市小山町）
- 常盤病院（町田市常磐町）
- 桜美林学園 桜美林中学校・桜美林高等学校・桜美林大学（町田市常磐町）
- 町田病院（町田市木曽東）
- 町田市民病院（町田市旭町）
- 町田簡易裁判所（町田市森野）
- JR横浜線・小田急小田原線 町田駅（町田市原町田）

## ギャラリー

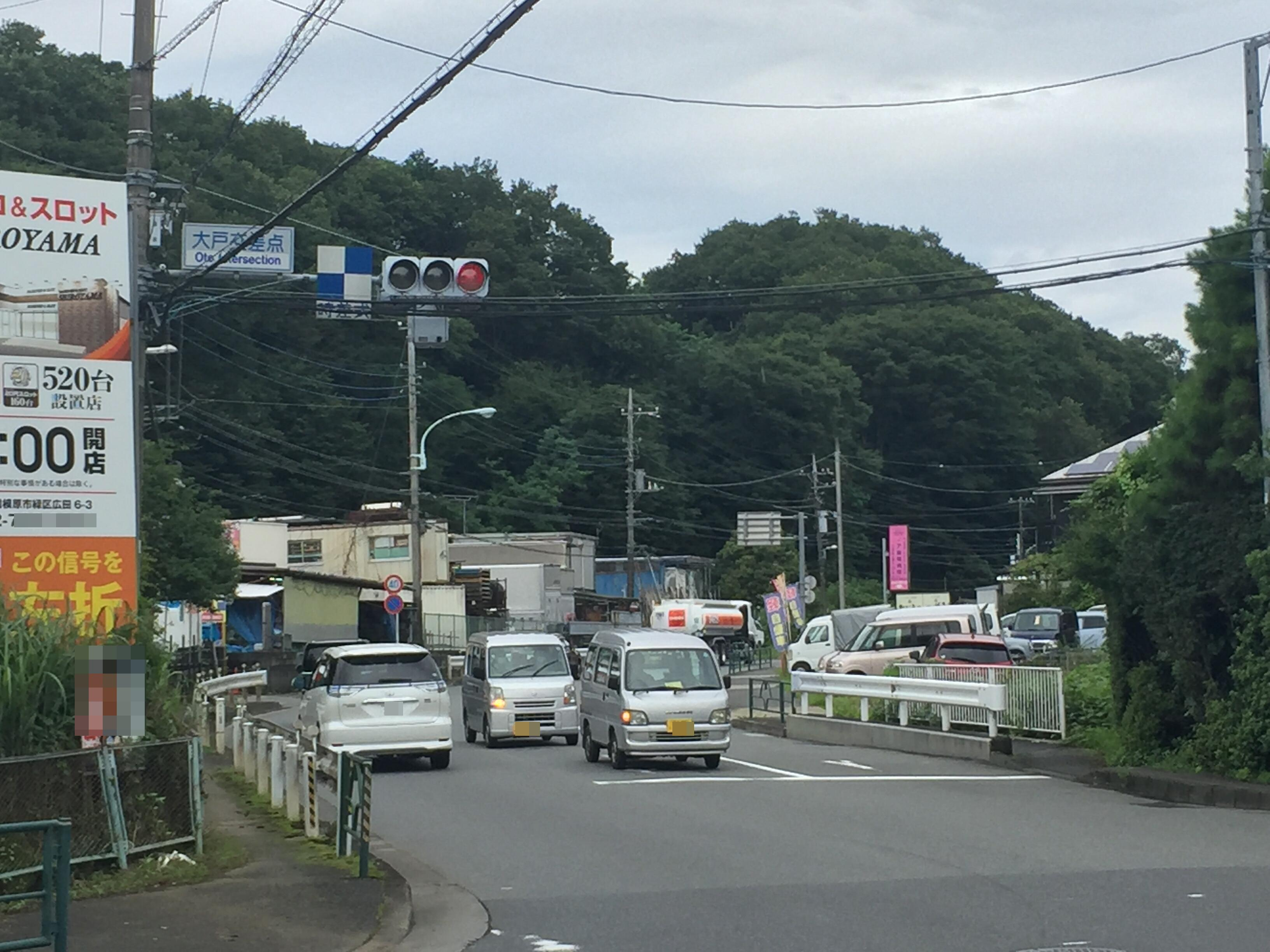
大戸交差点（町田市相原町）から高尾方面を望む
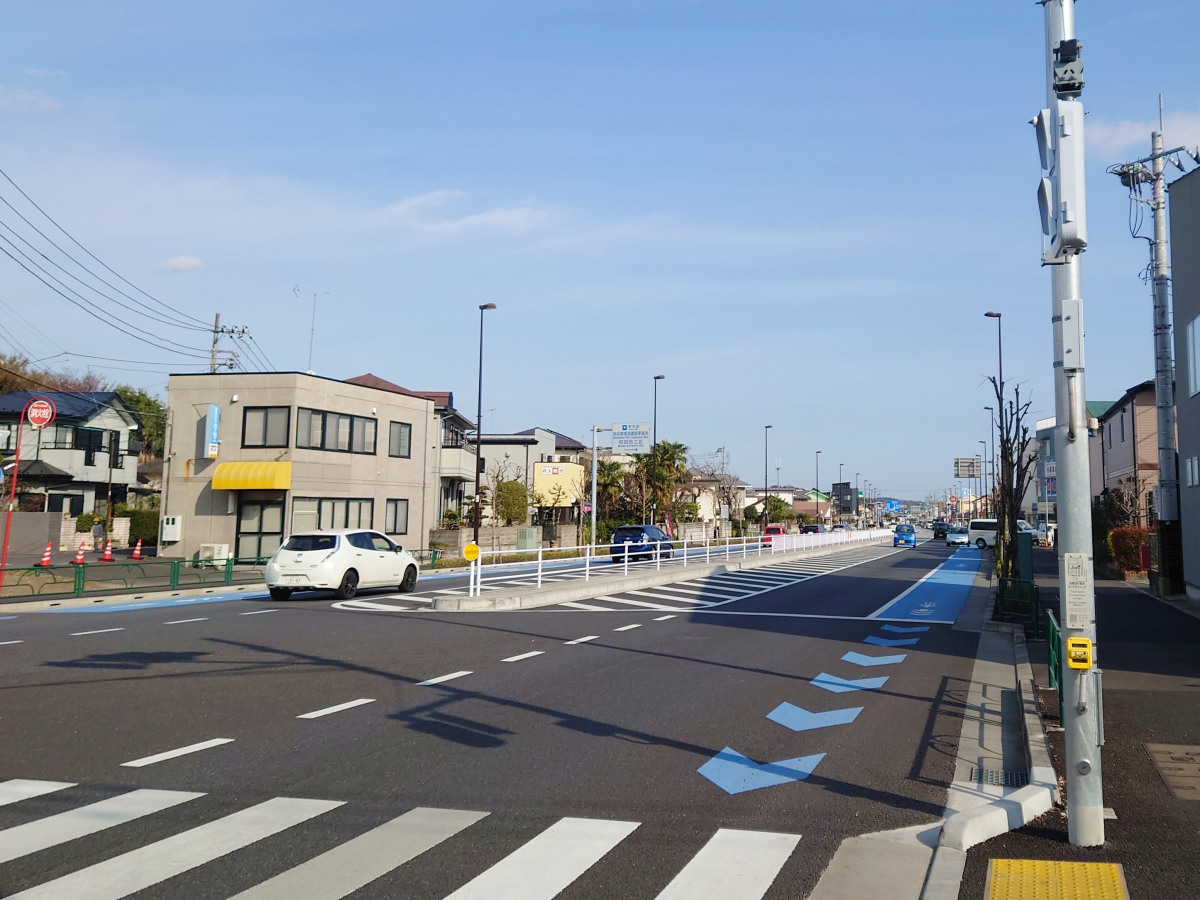
拡幅された小山市民センター付近（町田市小山町）
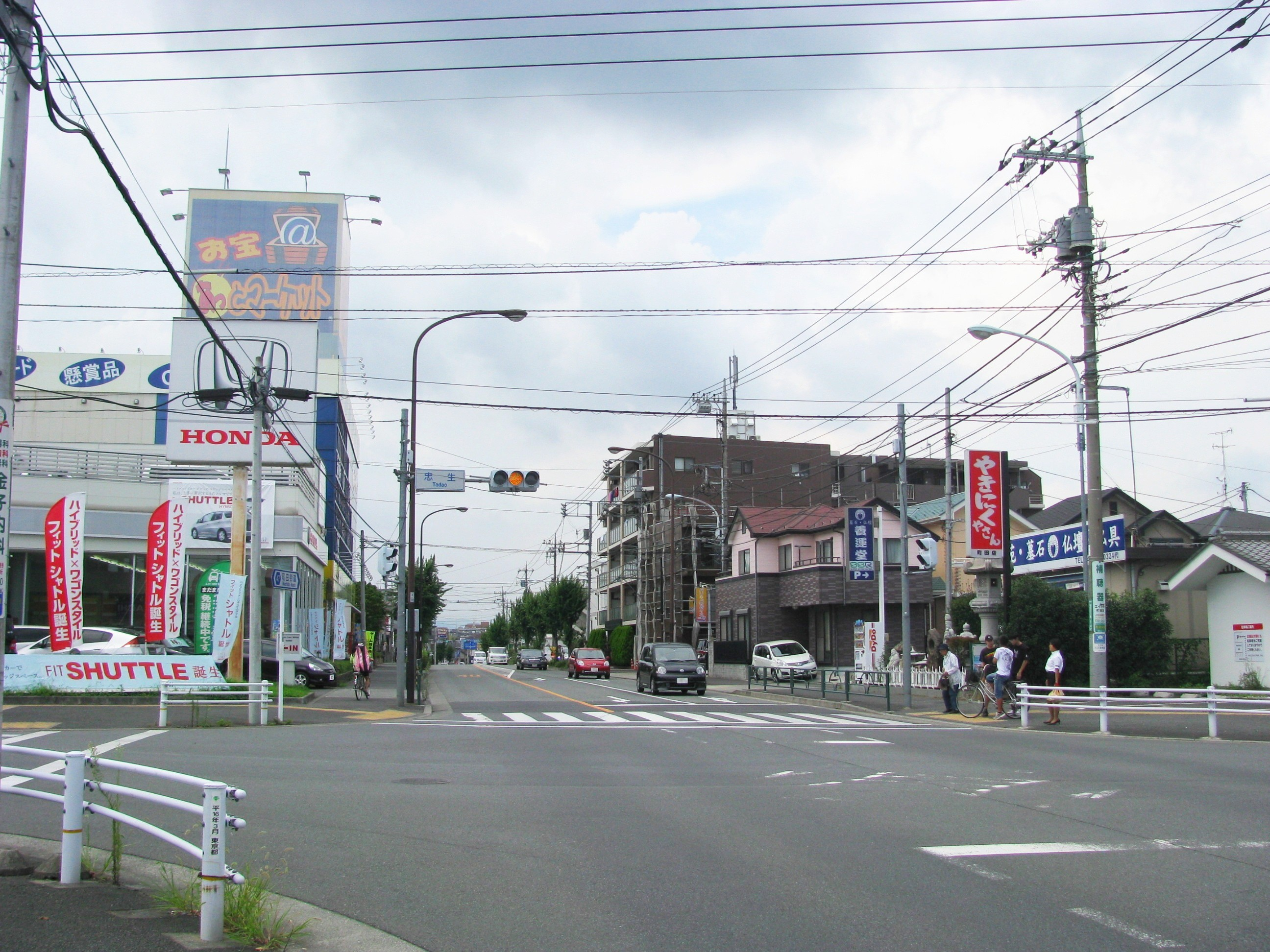
忠生交差点（町田市忠生）
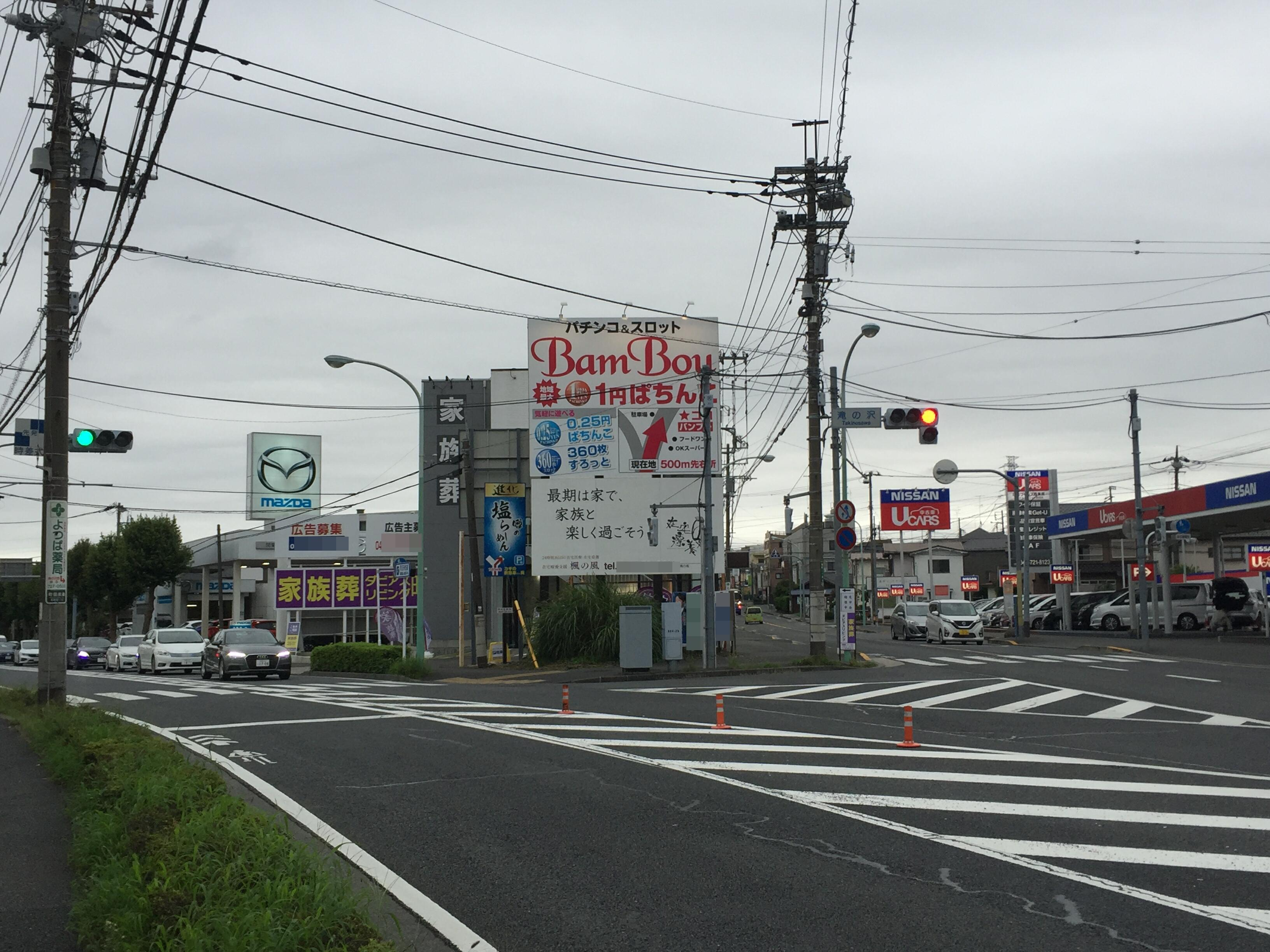
滝の沢交差点。左方向が現道（通称：五間道路）、右方向が旧道。路線バスのほとんどが旧道へ向かう。
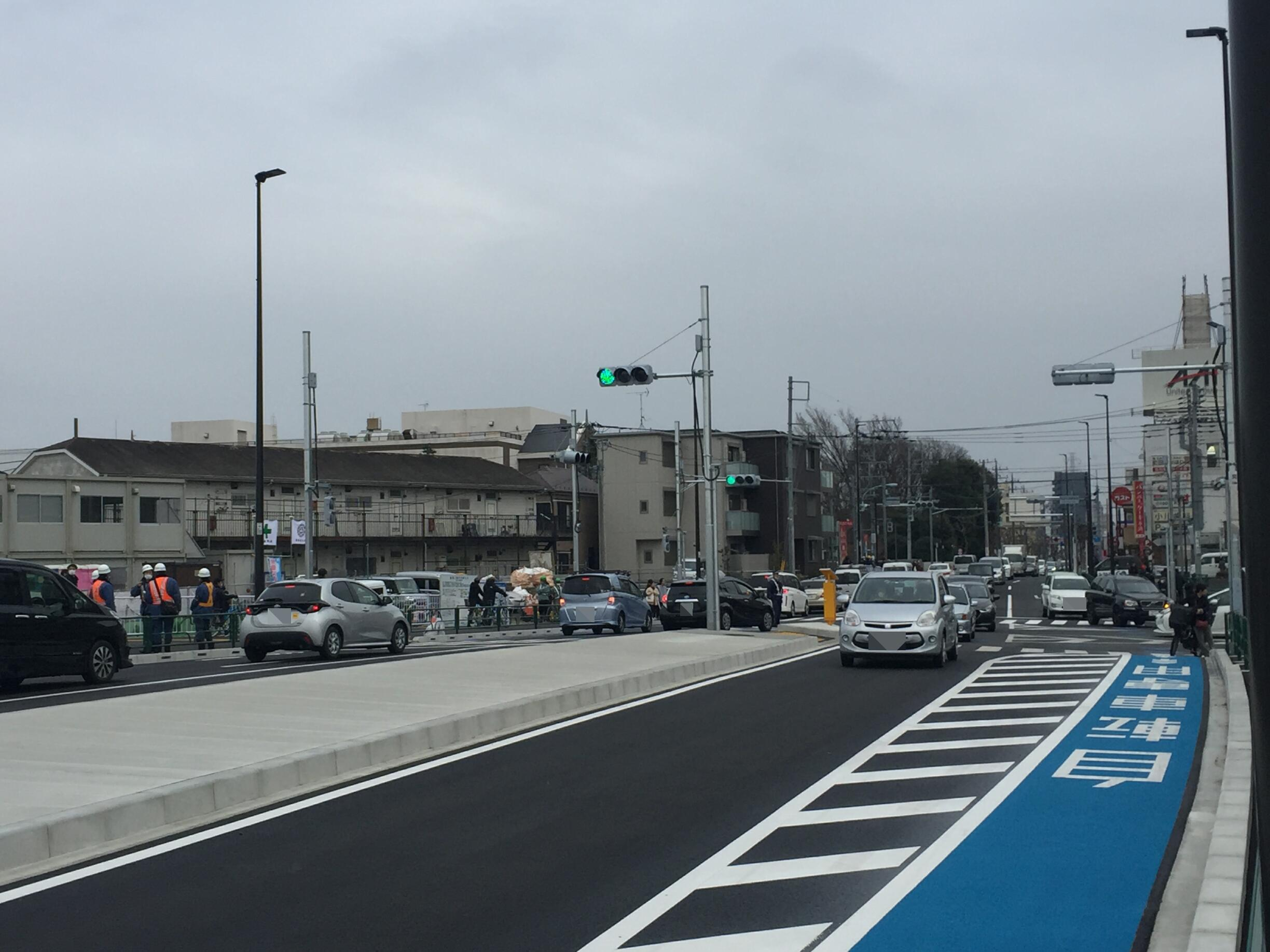
町田市民病院付近。現道（五間道路）からは丁字路で新道（新町田街道）に接続する様に形状が変更された。将来的には五間道路の両方向と新町田街道の両方向の十字路になる。
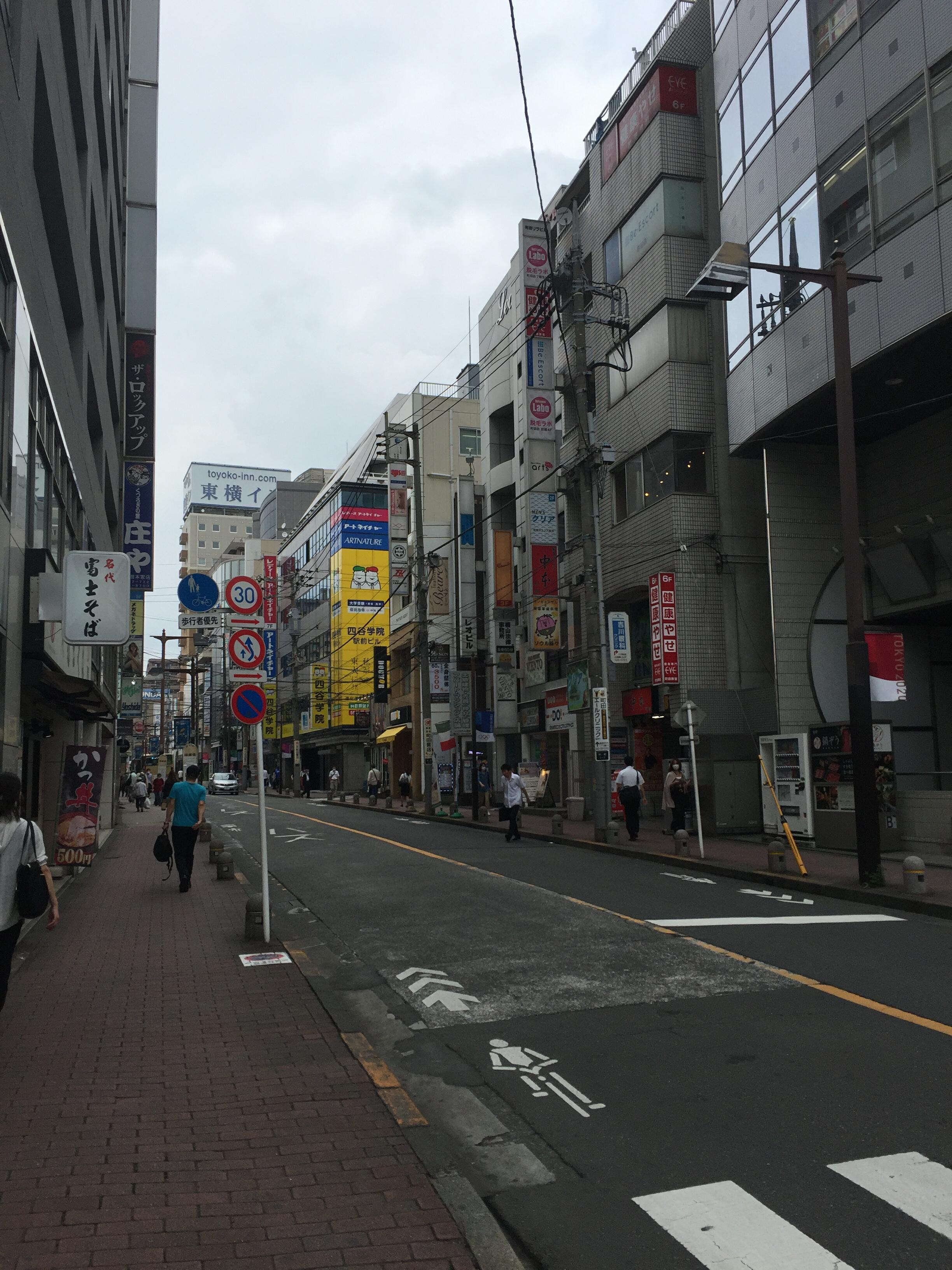
旧道となる絹の道栄通り。路線バスの起点となる町田駅バス停が設置されている。（町田市森野一丁目・玉川学園前8号踏切前）